# Aeroportul Kickapoo Downtown
Aeroportul Kickapoo Downtown (IATA: KIP, ICAO: KCWC, FAA LID: CWC) este un aeroport din Texas, Statele Unite ale Americii ce deservește zona Wichita Falls⁠(d). Aeroportul a fost tranzitat în 2017 de 4 pasageri.
Situat la o altitudine de 306 m, aeroportul dispune de 1 pistă.

## Infrastructură

### Piste
Aeroportul dispune de o singură pistă. Pista 17/35 are suprafața de beton și dimensiunile 4.450 picioare × 75 picioare. 